# Antonio García Navajas
Pour les articles homonymes, voir García et Navajas.
Antonio García Navajas est un footballeur espagnol né le 8 mars 1958 à Posadas. Il évoluait au poste de défenseur central.

## Biographie
Antonio García Navajas commence sa carrière au Burgos CF (en) en 1976. Il dispute ses premiers matchs en  deuxième division espagnole dès la saison 1976-1977,.
En 1979, il est transféré au Real Madrid. Dès sa première saison, il réalise le doublé Coupe/Championnat national,.
La saison suivante en Coupe des clubs champions européens 1980-1981, il dispute six matchs. Il est titulaire lors de la finale perdue contre Liverpool sur le score de 0-1.
García Navajas remporte à nouveau la Coupe nationale en 1981.
En 1985, il quitte Madrid pour le Real Valladolid,.
Avec Valladolid, il remporte la Coupe de la Ligue d'Espagne en 1984.
En 1986, il devient joueur du Rayo Vallecano qu'il représente une unique saison,.
Après un passage au CP Almería (en), il raccroche les crampons en 1988,.
Le bilan de la carrière de García Navajas en championnat s'élève à 208 matchs disputés en première division, pour aucun but inscrit, avec également 21 matchs en deuxième division.

### En équipe nationale
Avec les moins de 20 ans, il participe à la Coupe du monde des moins de 20 ans en 1977. Lors du mondial junior organisé en Tunisie, il joue trois matchs. Avec un bilan d'une victoire et deux nuls, l'Espagne est éliminée dès le premier tour.
International espagnol, il reçoit une unique sélection en équipe d'Espagne pour aucun but marqué en 1979,.
Il joue son premier match et dernier match en équipe nationale le 14 novembre 1979 contre le Danemark (défaite 1-3 à Cádiz) dans le cadre d'un amical.

## Palmarès
| Real Madrid \| - Championnat d'Espagne (1) : - Champion : 1979-80. - Coupe d'Espagne (2) : - Vainqueur : 1979-80 et 1981-82. \| \| - Coupe des clubs champions : - Finaliste : 1980-81. \| |  | Real Valladolid - Coupe de la Ligue d'Espagne (1) : - Vainqueur : 1983-84. |
| - Championnat d'Espagne (1) : - Champion : 1979-80. - Coupe d'Espagne (2) : - Vainqueur : 1979-80 et 1981-82.                                                                              |  | - Coupe des clubs champions : - Finaliste : 1980-81.                       |